# Dingle
Dingle (en idioma irlandés, An Daingean, «el fuerte», o Daingean Uí Chúis, «el fuerte de Cuis») es una localidad del Condado de Kerry, en la costa atlántica de la República de Irlanda, a unos 50 km al suroeste de Tralee y unos 80 km al noroeste de Killarney. El pueblo se sitúa en una bahía natural bajo la montaña Slievanea en la península de Dingle, con el río Shannon al norte y el Anillo de Kerry al sur.
Las principales industrias de la zona son el turismo, la pesca y la ganadería y agricultura. En 2006 Dingle tenía una población de 1.920 personas. Dingle está situada en la zona de Irlanda conocida como Gaeltacht, en la que se habla gaélico irlandés.